# 恶棍列传
《恶棍列传》 （西班牙语原名： Historia universal de la infamia ），是阿根廷作家豪尔赫·路易斯·博尔赫斯的短篇小说集，首版于1935年出版，作者于1954年进行再次修订。 1933 年至 1934 年间，作者将其中大多数文章单独发表在 Critica 报纸上。安吉尔·弗洛雷斯（Angel Flores）是首位使用“魔幻现实主义”一词来评价该书的人 ，这本书也因此标志了拉丁美洲文学中魔幻现实主义的诞生。
除了《玫瑰角的汉子》，短篇集中的故事都对真实罪犯经历进行了小说虚构化的叙述并使用了大量的文学手法，例如文学蒙太奇和剪辑。虽然文末列出了故事的信息来源，但博尔赫斯在叙述过程中进行了许多修改，尤其是在日期和姓名方面，因此这些故事不能被视为可靠的历史依据。特别是小说《杀人不眨眼的比尔·哈里根》与其原始素材有着较大区别。短篇集的故事包括奴隶贸易、海盗生活、欺世盗名、杀人狂魔以及各种罪行。
这本小说集存在两种英文翻译版本，第一版于1972年出版，第二版于1999年出版（作为一套汇编版的一部分一起出版，后于2004年作为单独的小说集出版）。1972年的英文版本（A Universal History of Infamy, ISBN 0-525-47546-X）由诺曼·托马斯·迪·乔万尼（Norman Thomas di Giovanni）翻译。2004年的英文版本（A Universal History of Iniquity, ISBN 0-14-243789-1）由安德鲁·赫利（Andrew Hurley）翻译，并由英国出版社企鹅出版集团（Penguin Books）旗下的企鹅经典（Penguin Classics）出版。该书中文版由王永年翻译，并于2015年由上海译文出版社出版。
博尔赫斯不太愿意授权该小说集的翻译。在1954年版的前言中，博尔赫斯对这本小说集持保留态度，他仅将其视为巴洛克风格的一个实验，表示当艺术过度使用华丽的手法且夸张过度时，作品的真正内涵会变得模糊和混乱。他写道“这些故事是一个害羞的人不负责任的娱乐，我少不更事，不会写短篇小说，于是便通过改变和扭曲（有时没有美学上的合理性）其他人的故事来作为消遣。然而，风暴和闪电之下并没有什么实体。”

## 内容
本书共收录17篇短篇小说。
| 西班牙语原版标题                                 | 中文译名                          | 中心人物        |
| ------------------------------------------------ | --------------------------------- | --------------- |
| El atroz redentor Lazarus Morell                 | 《心狠手辣的解放者莫雷尔》        | 约翰·默雷尔     |
| El impostor inverosímil Tom Castro               | 《难以置信的冒名者汤姆·卡斯特罗》 | 汤姆·卡斯特罗   |
| La viuda Ching, pirata                           | 《女海盗郑寡妇》                  | 施清            |
| El proveedor de iniquidades Monk Eastman         | 《作恶多端的蒙克·伊士曼》         | 蒙克·伊士曼     |
| El asesino desinteresado Bill Harrigan           | 《杀人不眨眼的比尔·哈里根》       | 比利小子        |
| El incivil maestro de ceremonias Kotsuké no Suké | 《无礼的掌礼官上野介》            | 吉良吉中        |
| El tintorero enmascarado Hákim de Merv           | 《蒙面染工梅尔夫的哈基姆》        | 穆卡纳          |
| Hombre de la esquina rosada                      | 《玫瑰角的汉子》                  |                 |
| Etcétera                                         |                                   |                 |
| Un teólogo en la muerte                          | 《死去的神学家》                  | 菲利普·梅兰希通 |
| La cámara de las estatuas                        | 《存放雕像的房间》                |                 |
| Historia de los dos que soñaron                  | 《双梦记》                        |                 |
| El brujo postergado                              | 《往后靠的巫师》                  |                 |
| El espejo de tinta                               | 《墨中镜》                        |                 |
| Un doblUn doble de Mahoma （1954 年添加）        | 《穆罕默德的分身》                |                 |
| El enemigo Generoso （1954 年添加）              | 《慷慨的敌人》                    |                 |
| Del rigor en la ciencia （1954 年添加）          | 《论科学的精确性》                |                 |